# Dangerous Paradise (film, 1930)
Pour les articles homonymes, voir Dangerous Paradise.
Dangerous Paradise est un film américain réalisé par William A. Wellman, sorti en 1930.

## Fiche technique
- Réalisation : William A. Wellman
- Scénario : Grover Jones, William Slavens McNutt d'après le roman Victory de Joseph Conrad[1]
- Producteur : B.P. Schulberg
- Photographie : Archie Stout
- Musique : John Leipold
- Société de production : Paramount Pictures
- Société de distribution : Paramount Pictures
- Pays de production :  États-Unis
- Genre : Film dramatique, Film policier
- Durée : 58 minutes
- Dates de sortie :
  - États-Unis : 13 février 1930

## Distribubtion
- Nancy Carroll : Alma
- Richard Arlen : Heyst
- Warner Oland : Schomberg
- Gustav von Seyffertitz : Mr. Jones
- Francis McDonald : Ricardo
- George Kotsonaros : Pedro
- Dorothea Wolbert : Mrs. Schomberg
- Clarence Wilson : Zangiacomo
- Evelyn Selbie : Mrs. Zangiacomo
- Willie Fung : Wang